# Protogobius attiti
Protogobius attiti is een straalvinnige vissensoort uit de familie van de riviergrondels (Rhyacichthyidae). De wetenschappelijke naam van de soort is voor het eerst geldig gepubliceerd in 1998 door Watson & Pöllabauer.